# Căpâlna (okręg Bihor)
Căpâlna – wieś w Rumunii, w okręgu Bihor, w gminie Căpâlna. W 2011 roku liczyła 333 mieszkańców.